# تی‌سی‌پی ایگرک
تی‌سی‌پی ایگرگ (به انگلیسی: TCPy) یک ترکیب شیمیایی با شناسه پاب‌کم ۲۳۰۱۷ است.